# Arroyo Nogoyá
El arroyo Nogoyá (probablemente del idioma chaná: 'Agua Brava' o 'río Bravo') es un cuerpo de agua de la Provincia de Entre Ríos, República Argentina de 164 km de recorrido. Su caudal medio es de 120 m³/s.
Nace en las faldas orientales de la rama occidental de la Cuchilla de Montiel en el Departamento Paraná, unos pocos km al sudeste de Seguí por la confluencia de los arroyos La Gama y Oveja Negra. Fluye primero en dirección sudeste unos 40 km y luego, ya en el Departamento Nogoyá, vira en dirección sur hasta desaguar en el delta del Paraná. Une sus aguas al arroyo Correntoso (brazo del río Paraná) para formar el riacho Victoria en el paraje denominado Rincón del Nogoyá. La única ciudad que se encuentra en sus márgenes es Nogoyá.
El arroyo da nombre a:
- Departamento Nogoyá;
- Ciudad de Nogoyá;
- Distrito Costa de Nogoyá (Sexto);
- Distrito Rincón de Nogoyá;
- Localidad de Rincón de Nogoyá;
- Localidad de Rincón de Nogoyá Sur.

Recibe numerosos afluentes, entre ellos: arroyo el Vizcachino, arroyo de la Aguada, arroyo Cuevas, arroyo Don Cristóbal y arroyo Montoya.
La Cuchilla de Montiel se bifurca hacia los 32° S, formándose un ramal perpendicular que llega al río Paraná en la Punta Gorda del Departamento Diamante, generándose un valle entre ambas ramas en el Departamento Nogoyá, por donde discurre el arroyo Nogoyá.
Durante el plegamiento andino se crearon líneas de falla, una de ellas es por donde corre longitudinalmente el arroyo Nogoyá.
La cuenca del arroyo Nogoyá tiene 3885,1 km², con un perímetro de 304,3 km.
El arroyo sirve de límite entre los departamentos Victoria y Nogoyá y entre el primero y Gualeguay. Lo atraviesa la Ruta Nacional 12 y las rutas provinciales 11, 9, 34, 32, etc. 

## Historia
Los orígenes del poblamiento europeo en las márgenes del arroyo Nogoyá se remontan al siglo XVII, en esos momentos el territorio de Nogoyá, se encontraba bajo jurisdicción de Santa Fe.
Hacia 1760 se efectuó el asentamiento espontáneo de la zona aledaña al arroyo Nogoyá y en 1782, el sacerdote Fernando Andrés Quiroga y Taboada, cura de Gualeguay decidió la construcción de una capilla para los habitantes de la zona, fue así que eligió el emplazamiento en el terreno que hoy es la ciudad de Nogoyá. Las familias se fueron aglutinando en torno a la rústica y primitiva construcción, en el mismo lugar que hoy se encuentra la Basílica Santuario Nuestra Señora del Carmen.